# Przegroda nosowa

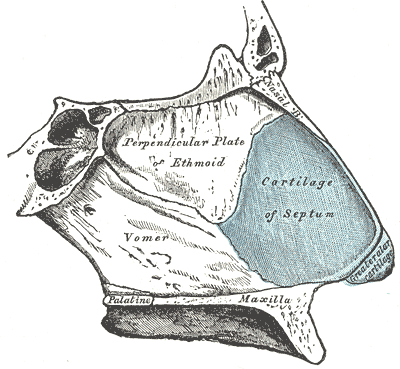
Przegroda nosowa. Widoczna część chrzęstna (zaznaczona na niebiesko) i leżąca za nią część kostna

Przegroda nosowa, przegroda nosa (łac. septum nasi) – pośrodkowa część jamy nosowej, dzieląca ją na dwie części. Przegroda nosowa składa się z trzech części:
- błoniasta (skórna, łac. pars membranacea) – początkowy odcinek przegrody leżący pomiędzy nozdrzami przednimi, ograniczając wejście do przedsionka nosa. Składa się z podwójnej warstwy skórnej. Zawiera odnogę przyśrodkową chrząstki skrzydłowatej większej. Jest częścią ruchomą przegrody (łac. pars mobilis septi nasi),
- chrzęstna (łac. pars cartilaginea) – zbudowana jest z chrząstki przegrody nosa,
- kostna (łac. pars ossea) – składa się z dwóch elementów kostnych:
  - lemiesz,
  - blaszka pionowa kości sitowej (łac. lamina perpendicularis ossis ethmoidalis).

Przegroda nosowa pokryta jest błoną śluzową wyścieloną nabłonkiem migawkowym. Niewielka, górna część przegrody nosowej stanowi fragment okolicy węchowej, która pokryta jest nabłonkiem węchowym. Błona śluzowa przegrody nosa luźno spoczywa na okostnej lub ochrzęstnej i podczas zabiegów rynochirurgicznych daje się łatwo oddzielić. W dnie przegrody nosa spoczywa szczątkowa postać narządu Jacobsona. U człowieka zbudowany jest on z jednego, zwykle ślepo kończącego się kanalika długości 2–9 mm. Kanalik ten znajduje się w części chrzęstnej przegrody w jej przednio-dolnym fragmencie i rozpoczyna się małymi otworkami po obu stronach przegrody. Z narządem Jacobsona u człowieka związane są dwa przewody przysieczne (ductus incisivi), biegnące z dna jamy nosowej ku przodowi i dołowi do sklepienia jamy ustnej. Kończą się one na brodawce przysiecznej (papilla incisiva) na błonie śluzowej podniebienia twardego tuż za górnymi siekaczami.